# Gardenia hageniana
Gardenia hageniana là một loài thực vật có hoa trong họ Thiến thảo. Loài này được Gilli mô tả khoa học đầu tiên năm 1979.